# Bolschaja Saga (See)
Bolschaja Saga (russisch Большая Сага) ist ein See in der russischen Republik Kalmückien. Er liegt in einer Ebene ungefähr 10 m unter dem Meeresspiegel. Der nächste Ort ist Priwolny, ein Dorf mit 3554 Einwohnern.